# Kravallerna vid George Square

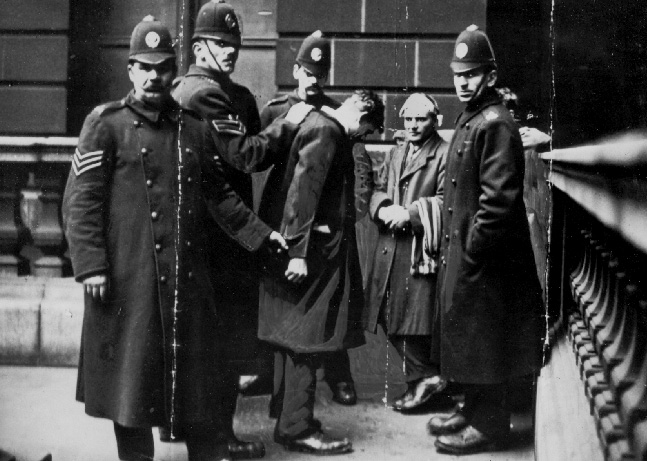
David Kirkwood omhändertas av polis.

Kravallerna vid George Square, även känt som Bloody Friday och Black Friday, kallas de oroligheter som ägde rum på Glasgows gator den 31 januari 1919. Konflikten ägde rum i samband med en kampanj för kortare arbetsdagar, vilket bland annat innefattade strejker. Konfrontationer mellan arbetare och poliser uppstod, vilket fick den brittiska regeringen att skicka soldater till staden för att förhindra ytterligare folksamlingar. Man var från brittiskt håll rädd för en arbetarrevolution; Skottlands statssekreterare menade att det fanns en risk för ett "bolsjevikiskt uppror", åsyftandes den ryska revolutionen 1917 och den som vid tidpunkten utspelade sig i Tyskland.

## Fyrtiotimmarsstrejken
I januari 1919 satte den skotska fackorganisationen Scottish Trades Union Congress och Clyde Workers' Committee igång "fyrtiotimmarsstrejken" för att reducera arbetsdagens längd. Det omedelbara målet var att avskaffa arbetslösheten genom att dela det tillgängliga arbetet till alla.  Man anade att arbetslöshet skulle komma att bli ett stort problem efter kriget, då ett stort antal soldater plötsligt skulle återvända till arbetskraften. Farhågan var delvis berättigad; efter kriget upplevde landet ett starkt ekonomiskt uppsving under flera år. Detta var dock inte fallet i alla områden. Städer vars industri till stora delar var krigsrelaterad, såsom Glasgow, drabbades hårt av den sjunkande efterfrågan på krigsmateriel efter kriget.
Innan första världskriget var arbetsveckan 54 timmar lång, men de skotska arbetarna ville ha den förkortad till 30 timmar. Ordföranden för Glasgow Trades Council, Emmanuel Shinwell, övertalade dem att istället satsa på 40 timmar i veckan.
Ett strejkmöte hölls i St Andrew's Hall den 27 januari, till vilket över 3 000 arbetare samlades. Under fredagen den 31 januari hade detta antal stigit till "uppemot 60 000".

## Kravallerna
Exakt vad som utlöste kravallerna är omdiskuterat - vissa källor tyder på att orsaken var oprovocerade batongslag från glasgowpolisens sida, medan andra tyder på att de strejkande försökte hindra spårvagnar från att köra in på torget. I vilket fall som helst så utbröt massiva konfrontationer mellan arbetare och poliser. Många människor, däribland kvinnor och barn, skadades. Över ett dussin strejkande arbetare togs till Duke Street Prison och ställdes senare inför rätta vid High Court of Justiciary i Edinburgh.
Vissa källor tyder på att det kan ha varit spårvagnar som körde mitt i strejken som orsakade kravallerna. Myndigheterna hade blivit förvarnade om faran med att låta spårvagnarna köra på gatorna samtidigt som 10 000 arbetare marscherade mot George Square för att ockupera torget. Varningen ignorerades emellertid och kravallerna kan ha inletts efter att en spårvagn försökt komma igenom torget medan strejkledarna befann sig inne i stadshallen för att förhandla med myndigheterna.

## Militär på gatorna

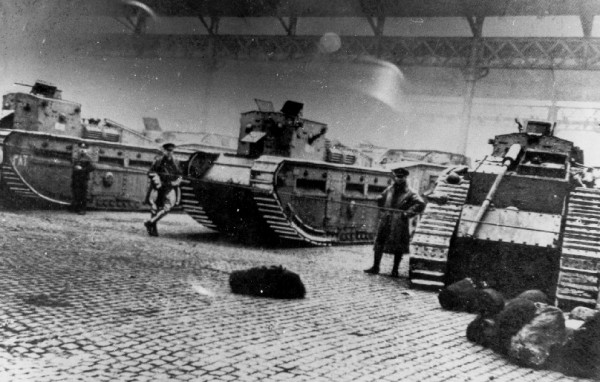
Stridsvagnar och soldater från England

Efter kravallerna ockuperade soldater med maskingevär, stridsvagnar och haubits Glasgows gator för att förhindra att ett större antal personer samlades. På grund av den brittiska regeringens farhåga att skotska soldater skulle ansluta sig till arbetarnas sida vid en eventuell revolutionär situation valde man att inte använda några skotska soldater. Istället transporterades engelska soldater från England för att tillfälligtvis stationera sig i Glasgow. Soldaterna från Highland Light Infantry låstes in samtidigt som omkring 10 000 engelska soldater och stridsvagnar  
sändes in till staden för att kontrollera oroligheter och slå ned varje försök till revolution.

## Konsekvenser
Kravallerna och demonstrationerna fick som följd bland annat att Emmanuel Shinwell, William Gallacher och David Kirkwood fängslades i flera månader. En 47-timmarsvecka blev slutligen resultatet av förhandlingarna.